# Хит, Дэвид
Дэвид Уильям Хит (англ. David William Heath, род. 16 февраля 1969, Тампа, Флорида) — американский рестлер. Наиболее известен по выступлениям в World Wrestling Federation (WWF) с 1998 по 2001 год под именем Гангре́л.
В 1998 году Хит был принят на работу во World Wrestling Federation (WWF) благодаря поддержке тогдашних сценаристов Брюса Причарда и Винса Руссо, которые верили в достоинства вампирского образа. Хит получил имя Гангрел, которая была образована от вампирского клана из ролевой игры Vampire: The Masquerade. В он выходил на ринг из огненного кольца на сцене, а затем медленно шел к рингу под зловещую инструментальную музыкальную тему. Он также носил с собой кубок с «кровью» и во время своего выхода останавливался на ступеньках ринга, выпивал и выплевывал ее в воздух. Затем он вместе с Эджем и Кристианом сформировал готическую группировку под названием «Выводок».

## Личная жизнь
Хит был женат три раза. Первый раз на школьной любви Лоре, с которой у него двое сыновей. Второй раз он женился на рестлерше Луне Вашон, с которой он развелся в 2006 году. 13 июня 2008 года Хит женился в третий раз на Киаре Диллон в Лас-Вегасе.

## В рестлинге
- Завершающие приемы
  - Impaler DDT / The Implant[3]
  - Blood spit
- Коронные приемы
  - Boston crab
  - Multiple running elbow drops
  - Multiple suplex variations
  - Neckbreaker
  - Powerbomb
  - Rear naked choke
  - STF
  - Armbar
- Музыкальные темы
  - Blood (WWF)
  - I Won’t Stop C-Murder (WWF)

## Титулы и достижения
- Хит изображает готического, вампирического персонажа по имени Гангрел, который плевался «кровью» перед матчамиAll Pro Wrestling

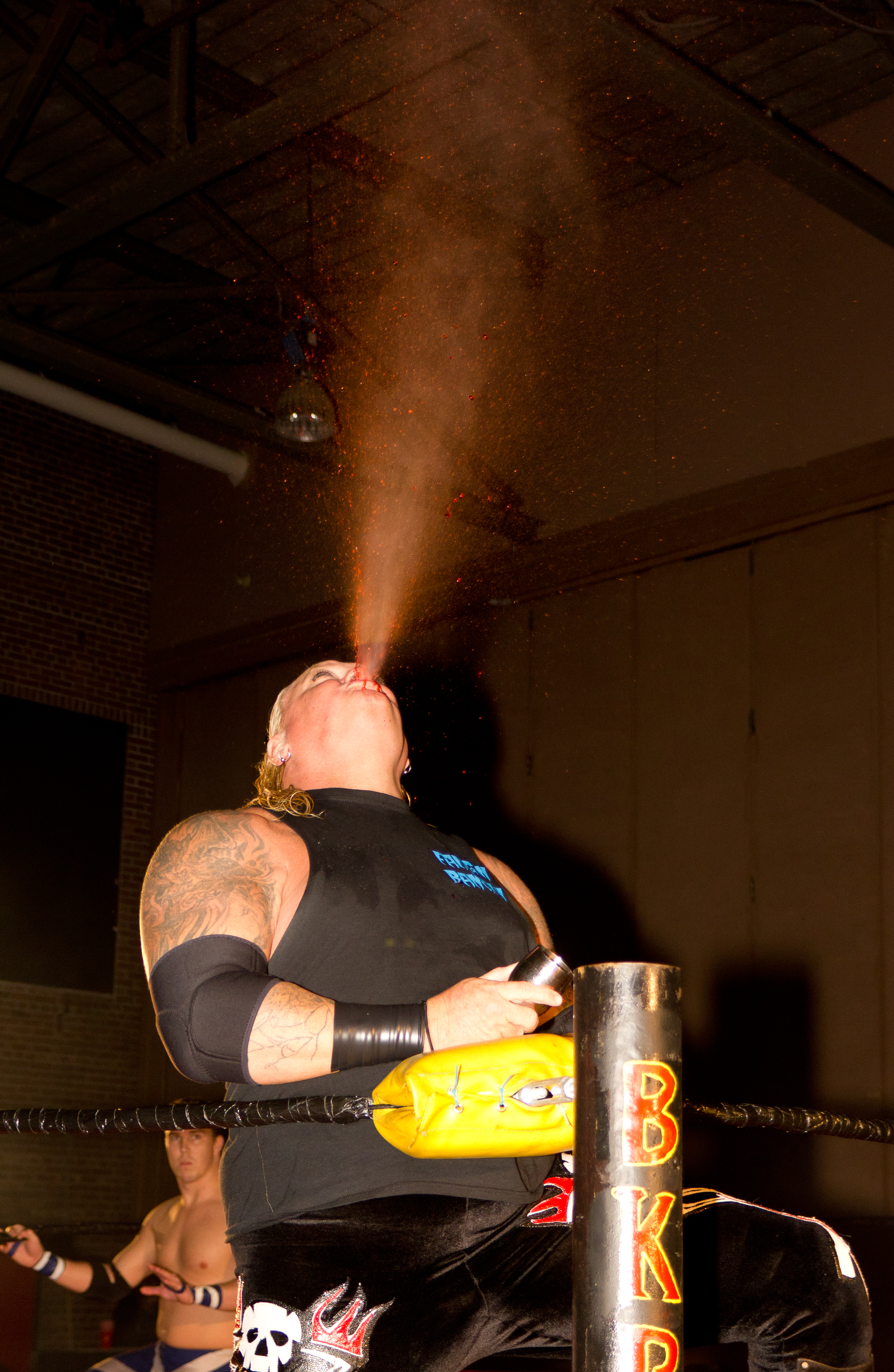
Хит изображает готического, вампирического персонажа по имени Гангрел, который плевался «кровью» перед матчами

  - Командный чемпион APW (1 раз) — с Билли Блейдом[4]
- All-Star Championship Wrestling
  - Чемпион в тяжелом весе ACW (1 раз)
- European Wrestling Promotion
  - EWP Ironman Hardcore Knockout Tournament (2003)
  - Чемпион мира в тяжелом весе EWP (1 раз)
- IPWA
  - Командный чемпион IPWA (2 раза) — с Расти Бруксом
- Not Rated Pro Wrestling
  - Мировой командный чемпион NRPW (5 раз) — Томми Ганн (4) — Мьюл (1)
- Maximum Pro Wrestling
  - Чемпион в тяжелом весе MXPW (1 раз)
- NWA Florida
  - Флоридский командный чемпион NWA (1 раз) — с Томом Нэшем
- Pro Wrestling Illustrated
  - Новичок года (1993)
- Pro Wrestling Revolution
  - Чемпион в тяжелом весе PWR (1 раз)
- Stampede Wrestling
  - Stampede International Tag Team Championship (1 раз) — с Томом Нэшем
- Tri-State Wrestling Alliance
  - Командный чемпион TWA (1 раз) — с Блэкхартом Апокалипс
- United States Wrestling Association
  - USWA Southern Heavyweight Championship (1 раз)
- Другие титулы
  - Командный чемпион USWF (1 раз) — с Томом Нэшем
  - Чемпион в тяжелом весе NWL